# Vụ đánh bom xe lửa Madrid 2004

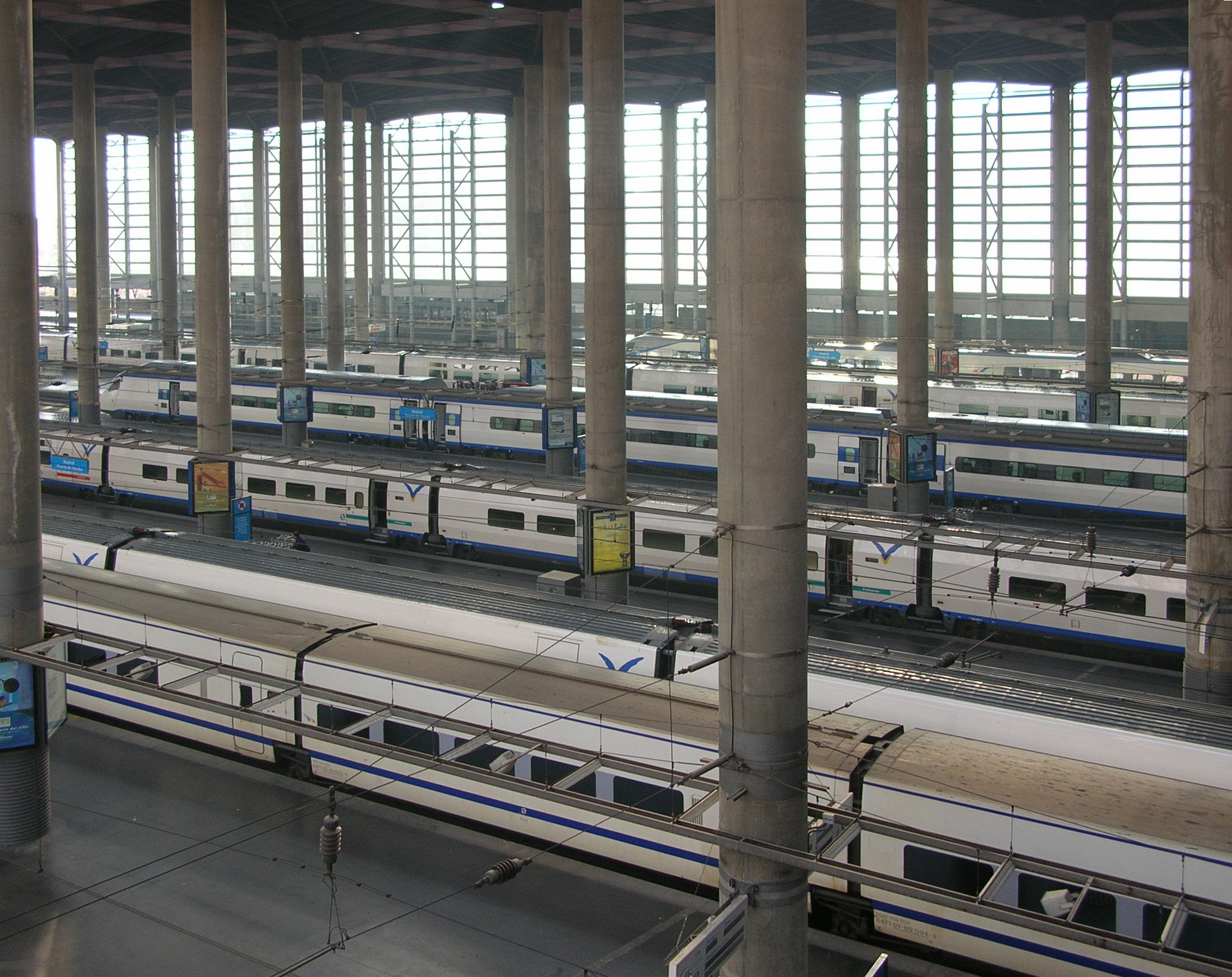
Nhà ga Atocha

Các vụ đánh bom tại Madrid năm 2004 (được biết đến ở Tây Ban Nha là sự kiện 11-M) gồm một loạt các vụ đánh bom kết hợp bất ngờ tại hệ thống xe lửa/xe điện Cercanías ở trung tâm thủ đô Madrid, Tây Ban Nha sáng sớm ngày 11 tháng 3 năm 2004, ba ngày trước thềm cuộc bầu cử ở Tây Ban Nha, đã khiến 191 người thiệt mạng và hơn 2.000 người khác bị thương. Theo điều tra của các nhà chức trách đã xác định, vụ tấn công có sự chỉ đạo từ một chi nhánh của al-Qaeda. Những người mang quốc tịch Tây Ban Nha, bán thuốc nổ cho các phần tử khủng bố đã bị bắt giữ. Nguyên nhân của vụ khủng bố vẫn được tranh luận ở Tây Ban Nha.

## Mô tả vụ đánh bom

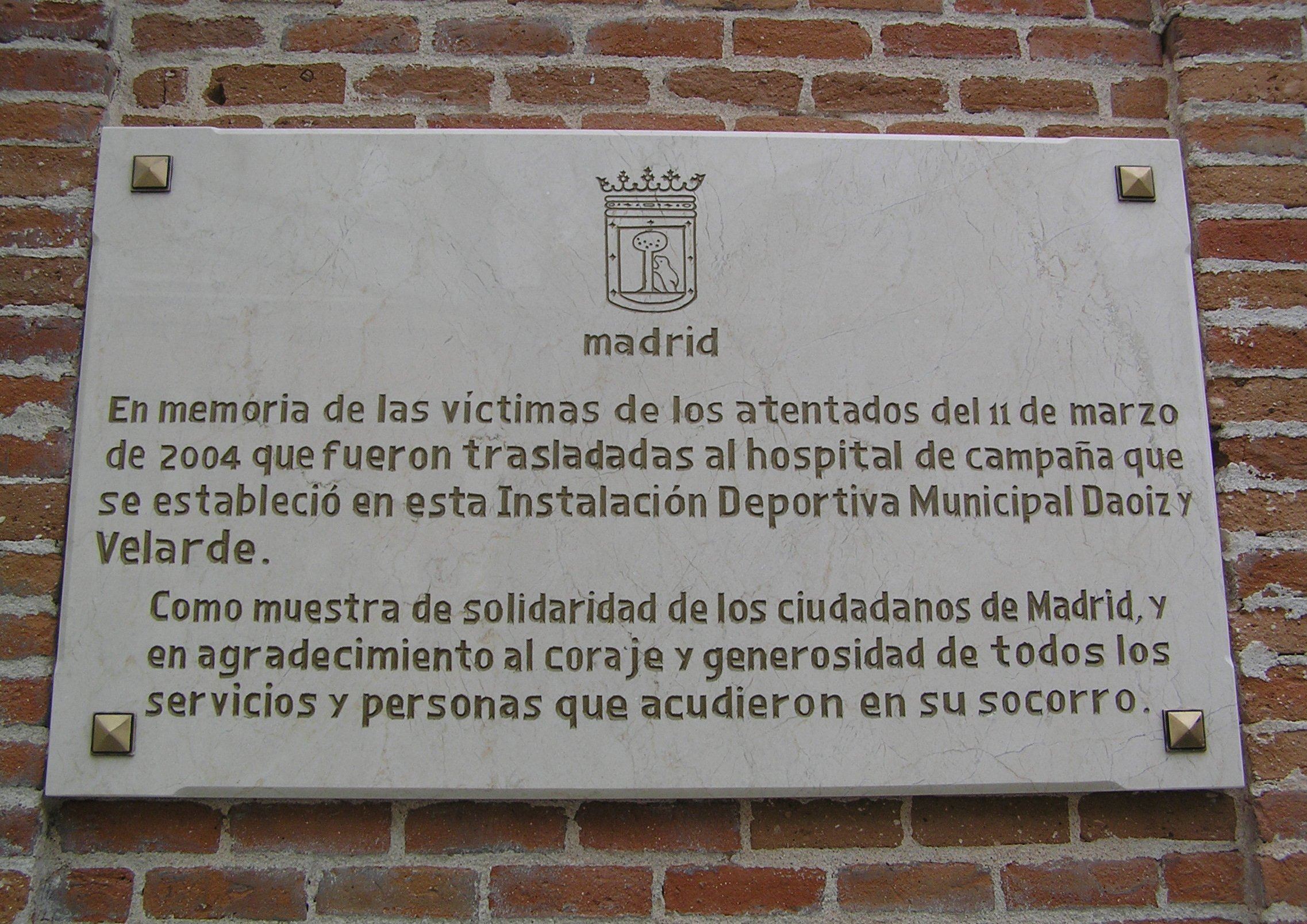
Tấm biển tưởng niệm những nạn nhân của vụ tấn công ở Madrid

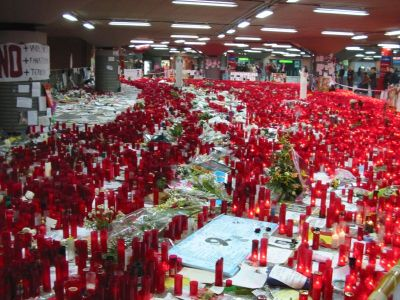
Sự trưng bày tạm để tưởng niệm những nạn nhân tại Nhà ga Atocha

Vào đúng giờ cao điểm, sáng ngày thứ Năm, 11 tháng 3 năm 2004, mười vụ nổ liên tiếp xảy ra  tại bốn đoạn đường ga của hệ thống xe điện ở Madrid. Tất cả các tàu bị tấn công đều đang đi trên cùng một đường giữa sân ga Alcalá de Henares và sân ga Atocha. Các báo cáo cho biết, có 13 cơ cấu nổ cải tiến đã được đặt trên đường tàu. Các đội xử lý bom đã xử lý được 2 trong số 3 vật nổ vẫn còn sót lại...vật nổ thứ 3 đã không được phát hiện cho đến tối ngày hôm đó.
Tổng số nạn nhân là 191 người. Các nạn nhân các vụ đánh bom đến từ 17 nước: 142 người Tây Ban Nha, 16 người România, 6 người Ecuador, 4 người Ba Lan, 4 người Bulgaria, 3 người Peru, 2 người Cộng hòa Dominica, 2 người Colombia, 2 người Maroc, 2 người Ukraina, 2 người Honduras, 1 người Sénégal, 1 người Cuba, 1 người Chile, 1 người Brasil, 1 người Pháp, 1 người Philippines.
Tổng số nạn nhân lớn hơn bất kỳ một vụ tấn công khủng bố nào ở Tây Ban Nha.